# Stadtgericht Königsberg

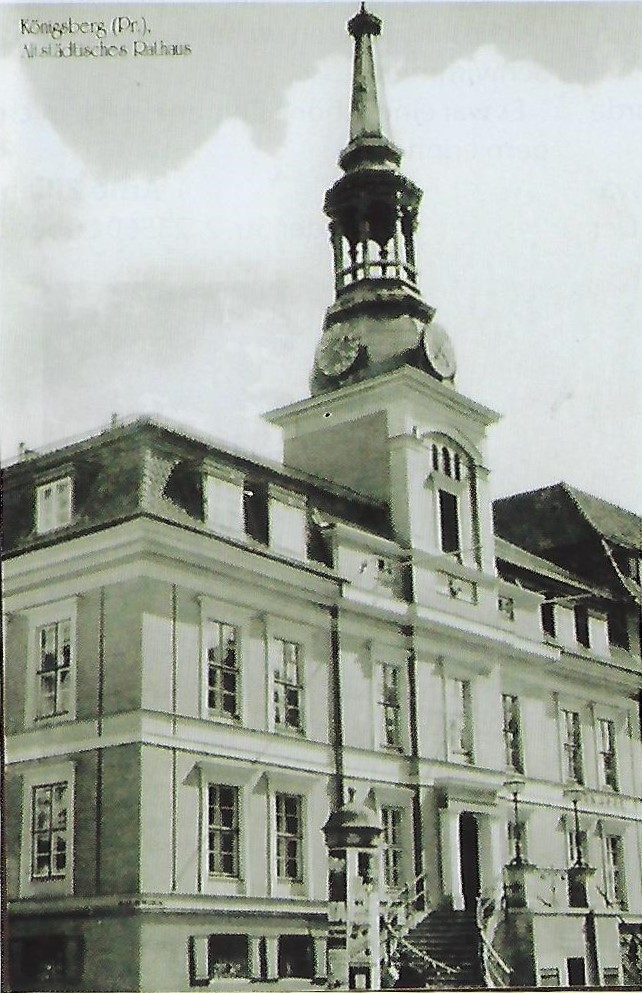
Altstädter Rathaus, Sitz des Stadtgerichtes

Das Stadtgericht Königsberg war bis 1879 ein preußisches Gericht mit Sitz in Königsberg i. Pr.

## Geschichte
Königsberg erhielt 1286 das Stadtrecht nach dem Kulmer Recht durch Landmeister Konrad von Thierberg d. J. Dieses schloss auch die Niedere Gerichtsbarkeit ein.

### Das Stadtgericht Königsberg 1808 bis 1849
Das Stadtgericht Königsberg war ab 1808 ein Land- und Stadtgericht 1. Klasse im Sprengel des Oberlandesgerichts Königsberg. Auch wenn es funktional ein Land- und Stadtgericht war, trug es weiter den Namen Stadtgericht. Es war das größte Gericht im Sprengel des Oberlandesgerichts.
1837 umfasste der Gerichtsbezirk die Stadt Königsberg mit 66.224 Gerichtseingesessenen sowie 55 Dörfer mit 3732 Gerichtseingesessenen (zusammen also 69.956 Gerichtseingesessene). Am Gericht waren ein Direktor, 15 Mitglieder, 35 Subalterne und 21 Unterbeamte beschäftigt. Gerichtstage wurden in Mahnsfeldt, Neuendorf und Ottenhagen gehalten. Das Gericht hatte seinen Sitz im Altstädter Rathaus.

### Das Stadtgericht Königsberg 1849 bis 1879
Nach der Märzrevolution wurden 1849 einheitlich Kreisgerichte gebildet. Das zuständige Kreisgericht in Königsberg trug weiter den Namen Stadtgericht. Das zuständige Appellationsgericht war das Ostpreußische Tribunal zu Königsberg. Es war für den Stadtkreis Königsberg zuständig. Das Stadtgericht Königsberg war Schwurgericht für das Kreisgericht Braunsberg sowie das Kreisgericht Königsberg.
1879 wurden reichsweit einheitlich Amts-, Landes- und Oberlandesgerichte gebildet. Das Stadtgericht Königsberg wurde aufgehoben und das Amtsgericht Königsberg (Preußen) im Sprengel des Landgerichts Königsberg wurde neu gebildet.

## Richter
- Friedrich Ehregott Reuter (Direktor 1844–1862)
- Heinrich Otto Wilhelm Eltester (Direktor 1867–1872)
- Oskar Korsch (1861–1867)